# 廣大院

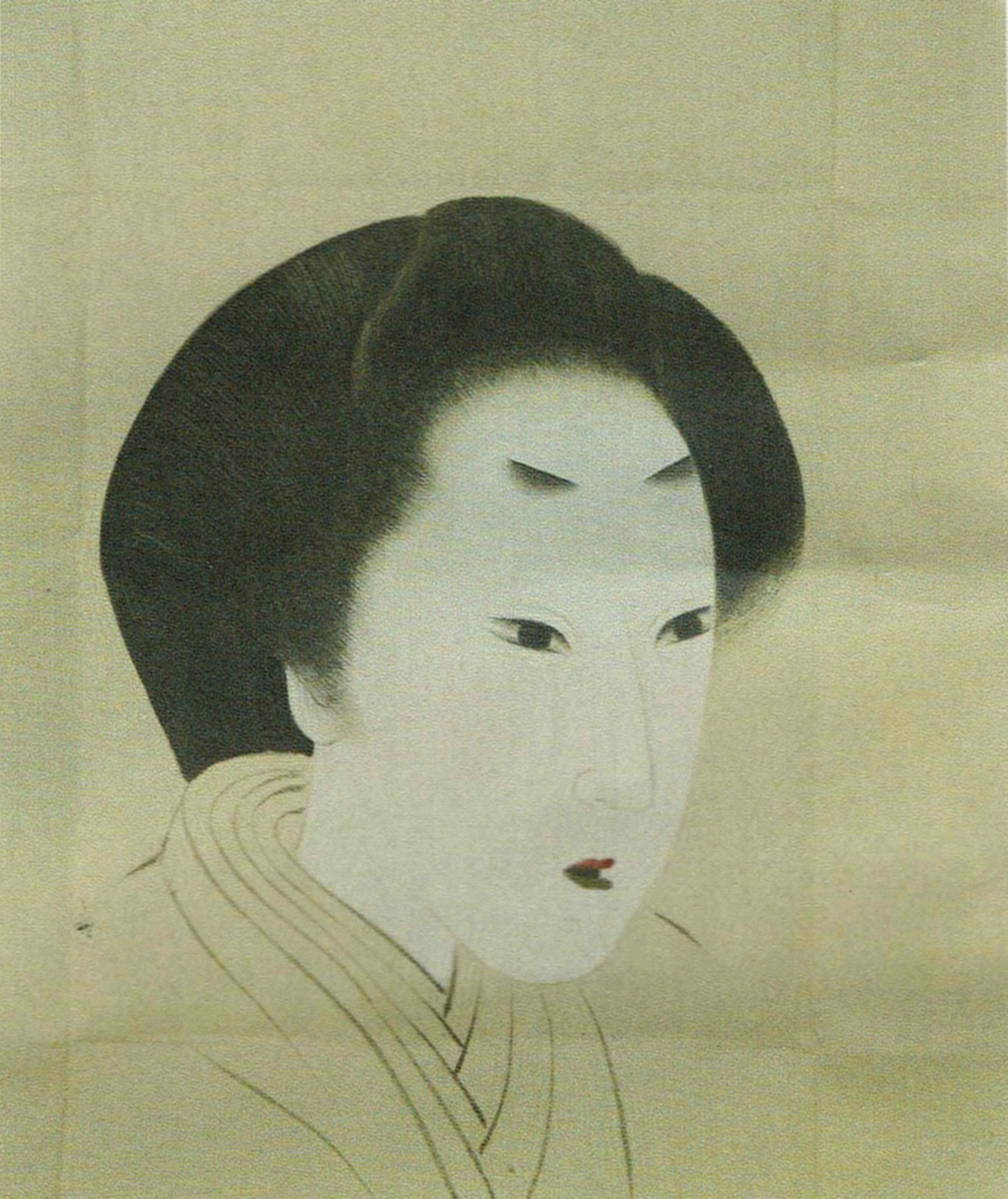
廣大院肖像

廣大院（こうだいいん）生於安永2年6月18日（1773年8月6日），卒於天保14年11月10日（1844年12月19日）。江戶時代後期女性，11代將軍德川家齊正室（御台所）。實父為薩摩藩8代藩主島津重豪，實母為側室市田氏（於登勢之方（慈光院））。市田氏為薩摩藩大坂藏屋敷的足輕下級武士階級出身的異説。養父為近衛經熙。實名寧姬、篤姬、茂姬。後來天璋院繼承了「篤姬」這個名字。弟奥平昌高（實際生母為鈴木氏的女兒）、姊敬姬（奥平昌男婚約者）。

## 生平

### 婚約・御台所
茂姬於安永2年（1773年）6月18日在江戶芝三田的薩摩藩上屋敷誕生，最初名為「篤姬」「於篤」，誕生後被送回薩摩養育。與一橋治濟的兒子豐千代（後來的德川家齊）在3歲時訂下婚約，並由篤姬改名為茂姬，隨後從芝三田的薩摩藩上屋敷移居至江戶城内的一橋邸，以「御緣女樣」稱呼並與婚約者豐千代共同養育。10代将軍德川家治的嫡男家基急逝使豊千代在成為下一任將軍之際，遇到了婚約的問題。按照慣例，將軍家的正室通常是迎娶五攝家或宮家的女性，迎娶外樣大名之女是前所未有的例子。最後婚約按照重豪的祖母淨岸院的遺言與重豪的主張而不變更。茂姬與家齊的婚禮於訂下婚約13年後的寬政元年（1789年2月4日）舉行。
茂姬在天明元年（1781年）10月時，與豊千代生母於富一起從一橋邸搬到到江戶城西之丸。由於將軍家的正室按照慣例都是迎娶公家或宮家的女性，所以茂姬在家齊就任將軍之前，於天明7年（1787年）11月15日由近衛家近衛經熙收為養女，隨後由茂姬改名為「寧姬」，在嫁與家齊之前又改名為「近衛寔子（このえただこ）」。
寬政8年（1796年），與家齊之間的五男敦之助誕生，是繼2代將軍德川秀忠正室於江與以來第二位產下兒子的御台所。但是早在3年前側室已産下敏次郎（後來的家慶）且內定為將軍家世子（日本並沒有嫡子優先繼承的傳統，而且德川幕府一直極力避免公家勢力介入，因此御台所之子不太可能成為繼承人），所以敦之助後來就過繼給御三卿的清水德川家做為養子。敦之助在3年後寬政11年（1799年）夭折。後來在寬政10年（1798年）再度懷孕，但是流産。
異母弟9代藩主島津齊宣隱居後，廣大院幾度以財政困難的理由向幕府請求回到薩摩藩，理由是享和元年生母於登勢之方（市田氏）死後齊宣將市田一族的勢力從薩摩藩政排除，此舉激怒了廣大院，在御台所的權威背景下，可以看得出來廣大院對薩摩藩政的影響力。

### 晩年
天保8年（1837年），夫君家齊退位成為大御所，與夫君一起搬到西之丸，被稱為「大御台樣」。
天保12年（1841年）夫君去世後出家，法號「廣大院」。翌年被授予從一位的官位，以後以「一位樣」來稱呼。
廣大院在夫君逝世後，從西之丸大奧搬到本丸大奧，住在一之御殿・新座敷（將軍生母的居室）且改稱「松之御殿」。
晩年時，廣大院阻止了家齊側室於美代之方與溶姬（於美代之方之女）擁立前田慶寧為下一任將軍的陰謀，這是廣大院最後一次以御台所的身份展開行動。
天保13年（1842年），12代將軍德川家慶的上臈姊小路因烹煮引起火災，本丸全部燒毀。火災造成廣大院的御末奧女中全數到吹上御殿避難。這場火災造成奧女中數百人死亡的大慘事。
天保15年（1844年），廣大院於大奥逝世，法名「廣大院殿超譽妙貞仁大姊」，遺體葬於增上寺，夫君家齊則葬在淺草的寬永寺。

## 墓所
戰後，増上寺・徳川家墓所因西武鐵道開發之際發掘到廣大院的墓所，身高約143.8cm。同時期還發掘到她與其他將軍正室與側室的遺骨與比較起來略小些，並且得知廣大院生前是個美女。廣大院的墓地殘存狀況不佳。参考文獻　『增上寺德川將軍墓所的遺品・遺體』）
墓所是由壯麗的八角塔所建成，發掘之後墓塔行方不明。改葬後與其他將軍正室一同合葬，廣大院與桂昌院、月光院等側室共同合葬。

## 相關影視作品

### 電視劇
| 劇名                        | 演員       | 年份   |
| 《大奥 第一部〜最凶の女〜》 | 光浦靖子   | 2016年 |
| 《大奥》                    | 蓮佛美沙子 | 2023年 |

## 外部連結
- 旧増上寺徳川氏廟・狭山不動寺のご紹介
- シーボルトによる広大院とされる肖像[永久]

## 關連書籍
- 『骨は語る 徳川将軍・大名家の人びと』東京大学出版会 ISBN 4130610740

## 補注
1. ↑  参考文獻『近世國家的支配構造』（雄山閣）ISBN 4639005814「松平定信的入閣與一橋治齊御三家的提攜」高澤憲治
2. ↑  二代將軍秀忠的正室、戰國大名淺井氏之女・於江與是以關白豐臣秀吉的養女身分嫁入

| 前任： 五十宮倫子女王 | 御台所（德川將軍家正室） | 继任： 樂宮喬子女王 |